# Juan Péndola Avegno
Juan Víctor Hugo Péndola Avegno (Guayaquil, 31 de mayo de 1932 - Guayaquil, 7 de agosto de 2013) fue un arquitecto ecuatoriano, Alcalde de Guayaquil y fundador del Colegio de Arquitectos del Guayas. Fue hijo de Vittorio Péndola, de origen chileno-italiano, y de Adela Avegno, guayaquileña.

## Biografía
Sus estudios los realizó en su ciudad natal, cursando la primaria en la escuela Liceo Ecuador y la secundaria en el colegio Cristóbal Colón.
Ingresó en la Facultad de Arquitectura de la Universidad de Guayaquil, habiendo sido uno de los primeros estudiantes en cursar estudios en ella; y, en la que se graduó en 1960.
En 1960 fundó el Colegio de Arquitectos del Guayas, para agremiar solamente a dichos profesionales, siendo que antes de aquello tanto los ingenieros como los arquitectos conformaban una sola entidad que se denominaba Sociedad Regional de Ingenieros y Arquitectos.
Durante la dictadura militar, del general Guillermo Rodríguez Lara, fue requerido para ejecutar un estudio de planeamiento de la ciudad de Guayaquil.
Los estudios concebían en qué zonas era más apto construir y qué tipo de edificaciones erigir, los sectores recomendables para ser comerciales o residenciales. La labor desarrollada por Péndola interesó a Rodríguez Lara, quien en mayo de 1973 lo designó Alcalde de Guayaquil.
Como alcalde, se dedicó principalmente a ampliar el sistema de alcantarillado y de la planta de tratamiento de agua potable de Guayaquil, habiendo además propiciado la construcción del primer paso a desnivel de la ciudad.
Permaneció en el cargo hasta enero de 1976, en que decidió renunciar.
Luego de haberse separado de la alcaldía, empezó a resentirse su salud. Exámenes médicos, realizados al efecto, comprobaron que padecía un cáncer de mandíbula, por lo que se trasladó a vivir a Miami a fin de ser tratado de su dolencia en dicha ciudad, en la que permaneció por espacio de tres años; en cuyo lapso se le realizó un trasplante de quijada, quimioterapias y un prolijo tratamiento, habiendo logrado superar la enfermedad.
Al contrarrestar la enfermedad regresó al Ecuador para trabajar en proyectos de vialidad.
En 1993 se desempeñó como gerente de Petrocomercial, empresa filial de Petroecuador, que se dedica al transporte y comercialización de los productos refinados del petróleo, para el mercado interno del Ecuador; siendo éste su último cargo público.

## Fallecimiento
Murió en Guayaquil, en la madrugada del 7 de agosto de 2013, a causa de un paro cardiorrespiratorio producido por una descompensación en su salud.
Se encuentra sepultado en el camposanto Parque de la Paz, de la ciudad de Guayaquil.

## Matrimonios
Contrajo primer matrimonio con Olga Recalde, con quien tuvo tres hijos, posteriormente se divorció de ella.
Contrajo segundo matrimonio con María Molestina, de quien también se divorció y con la cual procreó tres hijos.
Contrajo tercer matrimonio, en 1997, con Gisella Orellana, con la cual concibió dos hijos.

## Legado
Además de Alcalde de Guayaquil y haber fundado el Colegio de Arquitectos del Guayas, fue uno de los gestores en la creación del centro comercial Policentro, inaugurado en el año 1979. Idea que planteó a la Junta de Beneficencia de Guayaquil, cuando aún era Alcalde, luego de retornar de un viaje oficial que realizó a Bogotá, ciudad en la que conoció el centro comercial Unicentro, localizado en el centro de dicha urbe, el cual le atrajo por su diseño arquitectónico y funcional.
Diseñó varios edificios como:
- Sede de la entidad bancaria, actualmente desaparecida, Filanbanco.
- Central Norte de Teléfonos.
- Condominio Córdova.

Se desempeñó también como profesor y luego Decano de la Facultad de Arquitectura de la Universidad Católica de Santiago de Guayaquil.